# Eithan Urbach

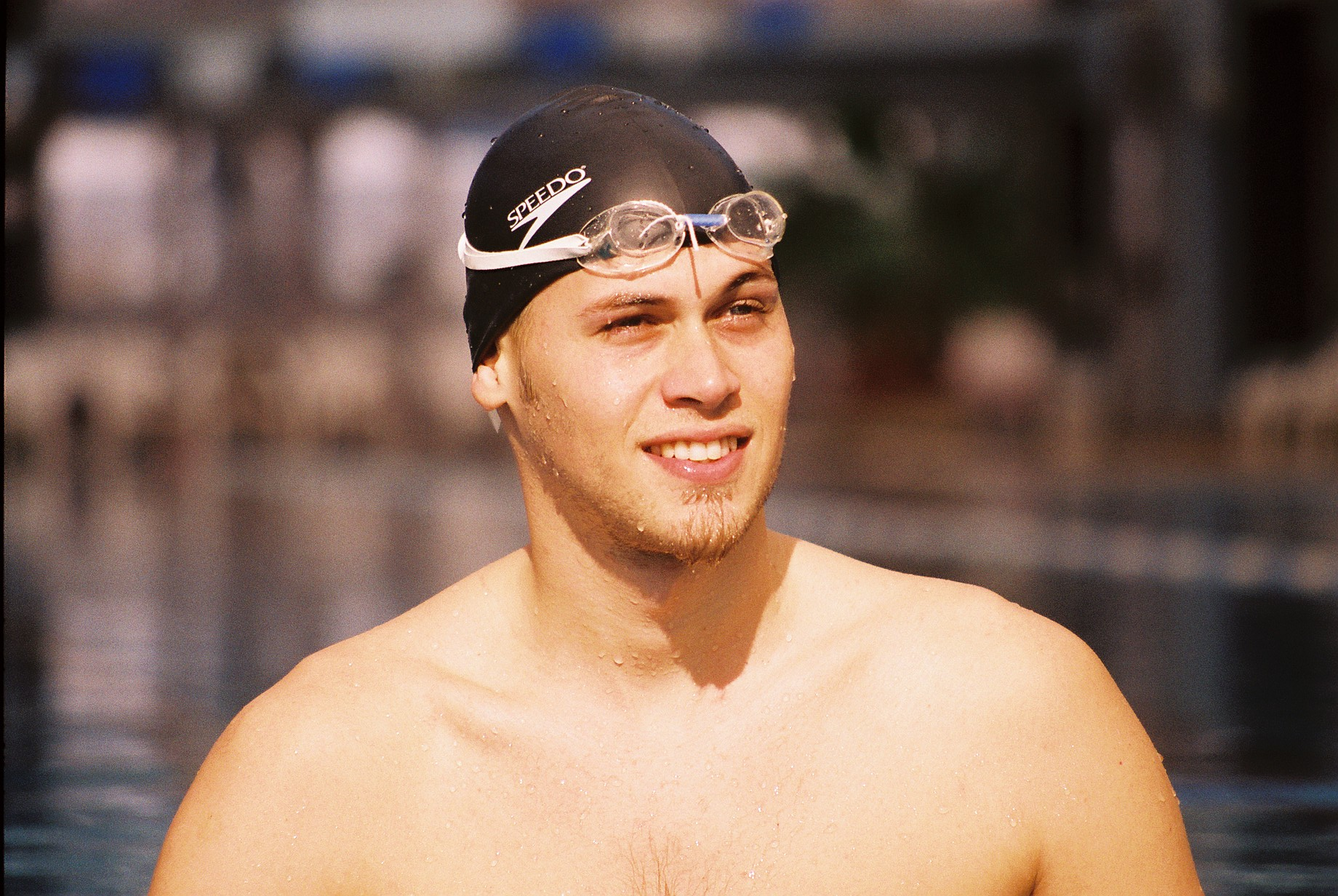

Eithan Urbach (hebräisch איתן אורבך; * 12. Januar 1977 in Haifa) ist ein israelischer Schwimmer.

## Karriere
Während seiner Zeit an der Auburn University schwamm Urbach unter dem erfahrenen Cheftrainer David Marsh. Unter Marshs Leitung gewann Auburn 1997 und 1999 die NCAA-Schwimmmeisterschaften, während Urbach für das Team schwamm. Marsh fungierte außerdem als professioneller Berater des israelischen Schwimmverbandes.
Bei den Schwimmmeisterschaften der Southeastern Conference (SEC) am 22. Februar 1997 belegte Urbach mit einer Zeit von 1:45:74 den fünften Platz im 200-Meter-Rückenschwimmen. Auburn gewann in diesem Jahr die SEC-Meisterschaft und begann damit eine lange Serie aufeinanderfolgender SEC-Meisterschaften in der Saison 2011/12.
Urbach nahm bei den Olympischen Sommerspielen 1996 in Atlanta an zwei Wettkämpfen teil.
Am 23. Juli 1996 bestritt Urbach für Israel seine Paradedisziplin, das 100-Meter-Rückenschwimmen, und belegte den 22. Platz. Obwohl sein Ergebnis nicht annähernd medaillenwürdig war, stellte Ethan mit nur 19 Jahren einen bemerkenswerten israelischen Rekord von 56,74 Sekunden auf, drei Sekunden hinter dem Weltrekord des Amerikaners Jeff Rouse von 53,66. Der Sieg machte Urbach im Schwimmsport national bekannt.
Bei der 4×100-Meter-Lagenstaffel bei den Olympischen Spielen 1996, die den achten Platz belegte, schwamm Urbach die Rückenlage für das israelische Team, das im Finale eine Zeit von 3:42:90 erreichte. Yoav Bruck, ein weiterer Schwimmer aus Auburn und ein sehr erfolgreicher israelischer Freistilschwimmer, schwamm die letzte Freistilstrecke. In einer seiner bedeutendsten Leistungen als Schwimmer verhalf Urbach dem israelischen Team zu einem nationalen Rekord im Vorlauf der Lagenstaffel, der knapp unter der Zeit des Finales lag. Urbachs israelisches Olympia-Schwimmteam von 1996 erreichte als erstes ein Schwimmfinale. Ein begeistertes amerikanisches Publikum und ein großes Fernsehpublikum weltweit verfolgten den Zieleinlauf.
Bei den Olympischen Spielen 2000 im Sydney International Aquatic Center vertrat er Israel. Er trat in der 4x100-Meter-Freistilstaffel an und belegte mit einer Mannschaftszeit von 3:22,06 den 14. Platz.
Über 100 Meter Rücken, eine von Urbachs stärksten Disziplinen und seine beste Leistung bei den Olympischen Spielen 2000, belegte er mit einer Zeit von 55,74 den 8. Platz und brach damit seinen bisherigen persönlichen Rekord. Er lag nur zwei Sekunden hinter der Goldmedaillenzeit des Amerikaners Lenny Krayzelburg, einem weiteren jüdischen Athleten, der im Rückenschwimmen brillierte. Urbachs Zeit lag nur etwa eine Sekunde hinter der Zeit des Bronzemedaillengewinners, doch das Ergebnis war sehr knapp, sodass er keine Chance auf eine Medaille hatte.
Als Urbach mit der israelischen Mannschaft in der 4×100-Meter-Lagenstaffel im Rückenschwimmen antrat, belegte das Team mit einer Gesamtzeit von 32:43,39 den 17. Platz.
Bei den Europameisterschaften im spanischen Sevilla gewann er im August 1997 Silber über 100 Meter Rücken in 55,88 Sekunden, er schlug 0,17 Sekunden hinter dem Spanier Martín López-Zubero an.
Bei den Kurzbahneuropameisterschaften 1998 im englischen Sheffield gewann er Bronze über 100 Meter Rücken in 53,64 Sekunden.
Bei den Europameisterschaften im Juli 1999 in Istanbul gewann er Bronze über 100 Meter Rücken in 55,87 Sekunden.